# Iryna Tretiakova
Iryna Tretiakova (en ucraniano: Ірина Третякова; 8 de julio de 2001) es una deportista ucraniana que compite en tiro con arco, en la modalidad de arco recurvo Ganó una medalla de oro en el Campeonato Europeo de Tiro con Arco en Sala de 2024, en la prueba por equipo.

## Palmarés internacional
| Campeonato Europeo en Sala | Campeonato Europeo en Sala | Campeonato Europeo en Sala | Campeonato Europeo en Sala |
| Año                        | Lugar                      | Medalla                    | Prueba                     |
| -------------------------- | -------------------------- | -------------------------- | -------------------------- |
| 2024                       | Varaždin (Croacia)         | Medalla de oro             | Equipo                     |